# La seconda volta non si scorda mai
La seconda volta non si scorda mai è un film del 2008 diretto da Francesco Ranieri Martinotti, con Alessandro Siani ed Elisabetta Canalis.

## Trama
Il giovane Giulio è un agente immobiliare di grande successo. Un giorno scopre che la fidanzata di un suo cliente è Ilaria, una ragazza che Giulio amava ai tempi della scuola. Dentro Giulio si riaccende la vecchia fiamma, tuttavia, Ilaria sta per convolare a nozze con un uomo molto più grande di lei. Quando la donna invia una mail a Giulio, chiedendogli di incontrarsi, l'uomo scopre che la passione è reciproca e i due diventano amanti. Ma le vicissitudini sentimentali dei genitori di Giulio, unite al fatto che Ilaria è pronta a rinunciare al matrimonio per lui, mandano Giulio nel caos.

## Distribuzione
Uscito nelle sale italiane l'11 aprile 2008 ha incassato  1729000 €.